# Akaname

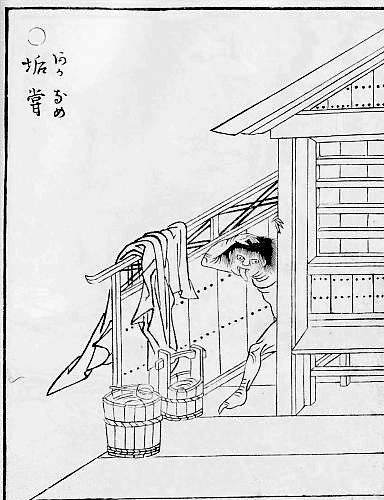
Akaname per Toriyama Sekien

L'akaname és un yōkai de la mitologia japonesa que surt il·lustrat per Toriyama Sekien en el seu primer llibre.
El seu nom significa Succionador d'immundícia.
Se'l pot trobar en els banys, banyeres i fins i tot dins de lavabos o succionant amb la seva llengua qualsevol material de rebuig que es pugui trobar. Generalment es poden trobar en banys antics i descuidats.
És un ser benèvol tot i la seva lletjor i el soroll pertorbador que produeix amb la seva llengua.